# Thomas Robsahm
Thomas Robsahm (Arendal, 29 aprile 1964) è un regista, produttore cinematografico, attore, cantante e tastierista norvegese, vincitore di due Premio Amanda per il miglior film e il miglior documentario, candidato al British Academy Film Awards nel 2022 come produttore nella categoria Miglior film in lingua straniera.

## Biografia
Figlio dell'attore italiano Ugo Tognazzi e dell'attrice norvegese Margarete Robsahm, cresce nel Paese della madre assumendone il cognome. Conosce il padre e il resto della famiglia italiana, composta dai fratelli Ricky, Gianmarco e Maria Sole, all'età di sette anni. Regista negli anni novanta si dedica in seguito alla produzione, collaborando assiduamente col regista Joachim Trier.

## Filmografia parziale

### Attore
- Åpen framtid, regia di Petter Vennerød e Svend Wam (1983)

### Regista
- S.O.S. (1999)
- Moderne slaveri - documentario (2009)

### Produttore
- Segreti di famiglia (Louder Than Bombs), regia di Joachim Trier (2015)
- Thelma, regia di Joachim Trier (2017)
- La persona peggiore del mondo (Verdens verste menneske), regia di Joachim Trier (2021)

## Premi e riconoscimenti
- BAFTA

2022 - Candidatura migliore film in lingua straniera - La persona peggiore del mondo
- Premio Amanda

2000 - Miglior film - S.O.S.
2009 - Miglior documentario - Moderne slaveri